# Mesa 3D

Linux與Mesa 3D

Implementation of the EGL-API in Mesa 3D and libwayland-EGL and Wayland

DRI-style versus Gallium3D-style graphical device drivers

Mesa 3D是一个在MIT许可证下开放源代码的三维计算机图形库，以开源形式实现了OpenGL的应用程序接口。
OpenGL的高效实现一般依赖于显示设备厂商提供的硬件，而Mesa 3D是一个纯基于软件的图形应用程序接口。由于许可证的原因，它只声称是一个“类似”于OpenGL的应用程序接口。由于Mesa 3D的API和OpenGL相同，具体的OpenGL版本浏览Mesa 3D官方网站，我们可以这么认为它就是OpenGL的软件模拟GPU光栅处理器的一个实现。我们知道如果要实现一个OpenGL，其本身是一个设备器，不能实现窗体的透明，如果我想要实现窗体透明，又想要有3D的应用，可以试试它。